# Edouard Izac

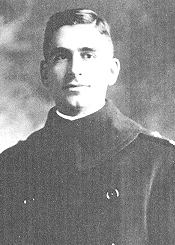
Edouard Izac

Edouard Victor Michel Izac (* 18. Dezember 1891 in Cresco, Howard County, Iowa; † 18. Januar 1990 in Fairfax, Virginia) war ein US-amerikanischer Politiker. Zwischen 1937 und 1947 vertrat er den Bundesstaat Kalifornien im US-Repräsentantenhaus.

## Werdegang
Nach einigen Schulen in Iowa und Minnesota absolvierte Edouard Izac im Jahr 1915 die United States Naval Academy in Annapolis (Maryland). Danach diente er bis 1921 in der US Navy. Während des Ersten Weltkrieges wurde sein Schiff, die President Lincoln versenkt. Er wurde von dem deutschen U-Boot U 90 aufgenommen und später an ein Kriegsgefangenenlager überstellt. Von dort gelang ihm die Flucht. Nach seiner Rückkehr zu den amerikanischen Einheiten konnte er seine Beobachtungen an Bord des deutschen Bootes weitergeben und damit der US-Marine wichtige Informationen geben. Dafür wurde er unter anderem mit der Medal of Honor und dem italienischen Croce di Guerra ausgezeichnet. Aufgrund der in der Gefangenschaft erlittenen Verletzungen musste er im Jahr 1921 den aktiven Militärdienst quittieren. Er zog nach San Diego in Kalifornien, wo er zwischen 1922 und 1928 im Zeitungsgeschäft tätig war. Gleichzeitig schlug er als Mitglied der Demokratischen Partei eine politische Laufbahn ein. 1934 kandidierte er noch erfolglos für das US-Repräsentantenhaus. In den Jahren 1940 und 1944 war er Delegierter zu den jeweiligen Democratic National Conventions, auf denen Präsident Franklin D. Roosevelt zur jeweiligen Wiederwahl nominiert wurde.
Bei den Kongresswahlen des Jahres 1936 wurde Izac im 20. Wahlbezirk von Kalifornien in das US-Repräsentantenhaus in Washington, D.C. gewählt, wo er am 3. Januar 1937 die Nachfolge von George Burnham antrat. Nach vier Wiederwahlen konnte er bis zum 3. Januar 1947 fünf Legislaturperioden im Kongress absolvieren. Seit 1943 vertrat er dort den damals neu eingerichteten 23. Distrikt seines Staates. Bis 1941 wurden noch weitere New-Deal-Gesetze im Kongress verabschiedet. Seit 1941 war auch die Arbeit des Kongresses von den Ereignissen des Zweiten Weltkrieges und dessen Folgen geprägt. Im Jahr 1945 besichtigte Izac das inzwischen befreite Konzentrationslager Buchenwald.
Im Jahr 1946 wurde er nicht wiedergewählt. Nach dem Ende seiner Zeit im US-Repräsentantenhaus arbeitete er in der Holzbranche. Außerdem befasste er sich auf seiner inzwischen erworbenen Farm bei Gordonsville in Virginia mit der Viehzucht. Edouard Izac verbrachte seinen Lebensabend in Bethesda (Maryland). Seit 1988 lebte er in Fairfax, wo er am 18. Januar 1990 im Alter von 98 Jahren verstarb. Er wurde auf dem Nationalfriedhof Arlington beigesetzt.